# 厚木アクスト

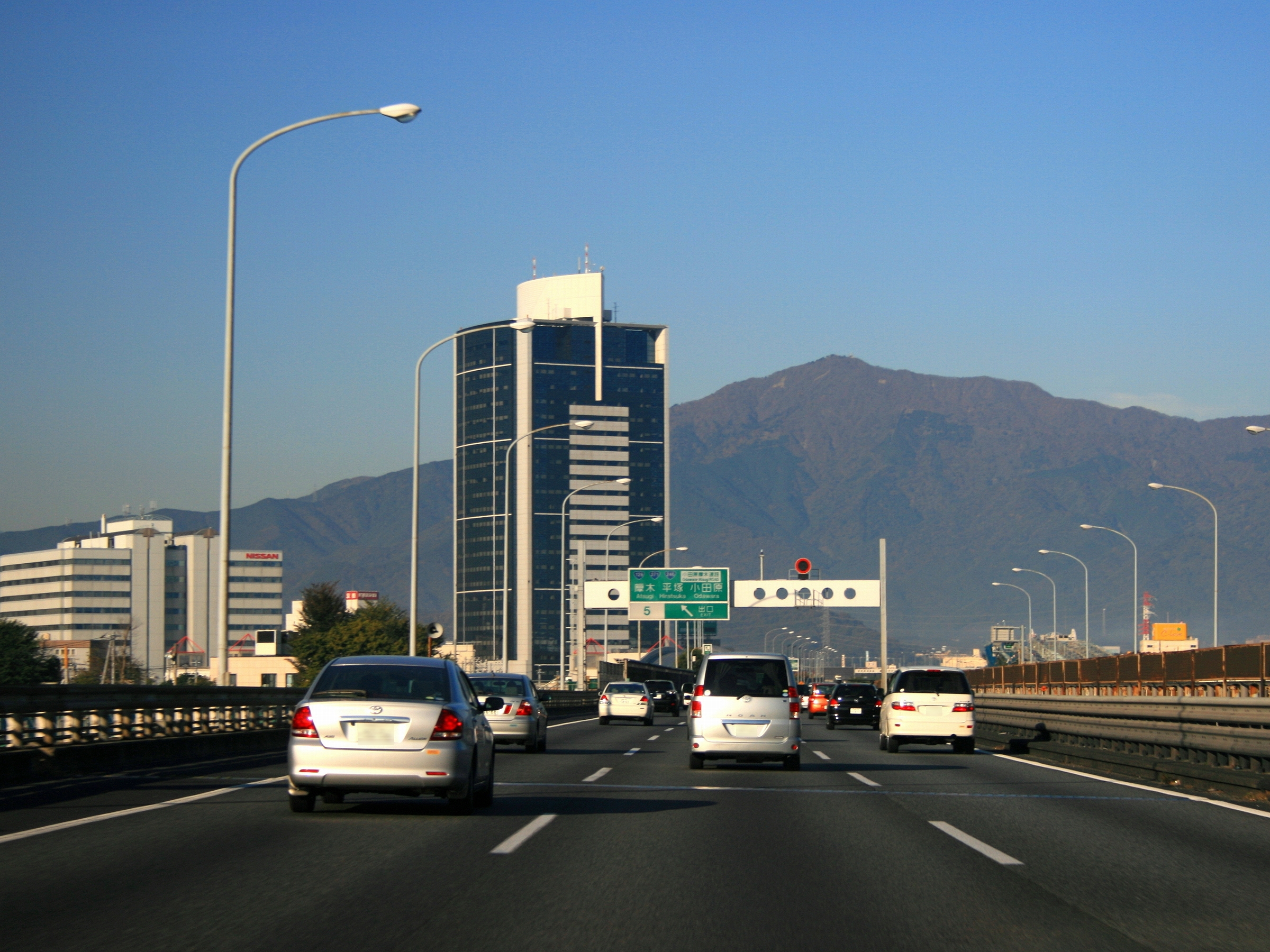
東名高速道路・厚木IC付近からみる厚木アクスト。写真中央付近の青いガラス張りのビルが厚木アクスト・メインタワー

厚木アクスト（あつぎアクスト、Atsugi axt）は、神奈川県厚木市岡田にある超高層ビル。設立時に厚木市と民間企業が出資した第三セクターの「株式会社ATP」（2012年7月、「株式会社厚木テレコムパーク（Atsugi Telecompark）」から変更）が運営している。

## 概説
オフィス棟であるメインタワーを中心に、ショップ・レストランなどからなっている施設である。
メインタワーは高さが117mあり、付近においては唯一の高層ビルとして神奈川県央におけるランドマーク的な存在の高層ビルとして知られる。メインタワーには複数の企業がテナントとして入っている。当ビルは東名高速道路厚木インターチェンジ傍にあり、車によるアクセスも良好である。

## 沿革
運営母体となる厚木テレコムパークは、国の高度通信情報拠点「テレコムタウン構想」の一環として、1992年に厚木市・日本政策投資銀行・神奈川県など官民116団体が出資し設立された。1995年にビルが完成し、厚木テレコムパークは9階までを管理（10階以上は明治生命（当時）が管理）し、賃貸料を主な収入とすることになったが、企業の入居が進まず、1997年には入居促進のために賃貸料を半額近くにまで割引を行なうことになった。
その後もなかなか経営状況は改善せず、2001年度決算において債務超過という状態となった。2005年11月29日には民事再生法の適用を申請した。この時、厚木テレコムパークを支援する企業が提示した条件として、厚木市の出資分について100%減資と、市税延滞金の全額免除が求められた。厚木市が試算した結果、再生計画案が成立した場合の税収の方が、破産となった場合の回収金額よりも高かったことなどを理由にこの条件を受け入れることになった。
その一方、徐々に入居企業が増加した結果、厚木テレコムパークについても2001年度決算では単年度黒字となっており、2006年時点では就業人口が5000人を超えている。なお、就業人口の増加に伴い、最寄り駅の本厚木駅からの路線バス通勤者も増加、平日には朝のバス待ちの行列が150mにも及ぶことから、厚木市と神奈川中央交通では厚木アクストへの路線バスに収容力の大きい連節バスを導入することを決定、2008年2月4日より連節バスの運行を開始した。
2012年7月、社名を「株式会社ATP」に変更した。

## メインタワーの概要
- 高さ:117m（地上26階・地下1階）
- 敷地面積 8,951m2
- 延床面積 57,482m2
- 竣工 1995年9月

白を基調に青色のガラス張りのビル。

## エレベーター
エレベーターは低層用が日立製、高層用は三菱電機製、非常用は東芝製となっている。オフィス内14階には乗継階がある。
- 低層用（日立製）

1 - 14
- 高層用（三菱電機製）

1・2・14 - 25
- 非常用（東芝製）

B1・1 - 26　※12号機のみ車椅子操作盤付き

## 関連施設・主なテナント・スポットなど
- 日産自動車
- 日産オートモーティブテクノロジー
- 日産車体コンピュータサービス
- 田辺三菱製薬
- シーメンスデジタルインダストリーズソフトウェア
- レンブラントホールディングス
- TOKAIコミュニケーションズ
- 京商
- 厚木伊勢原ケーブルネットワーク
- クオリカ
- 厚木アクストインキュベーションルーム
- セブンイレブン

など。

## アクセス方法など

### 電車の場合

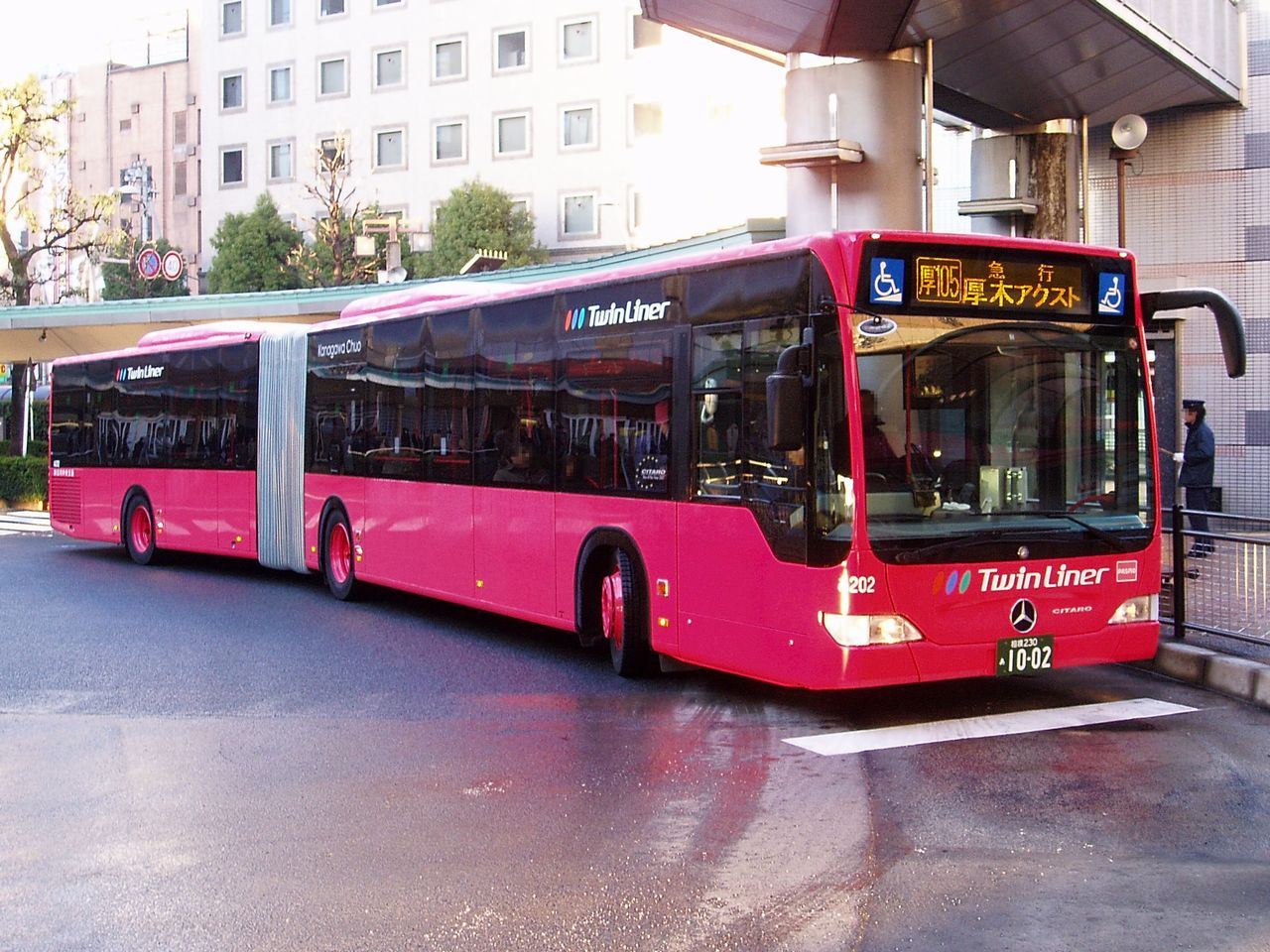
厚木バスセンターに停車中の厚木アクスト行き連節バス

- 小田急小田原線本厚木駅・厚木バスセンターよりバス（神奈川中央交通）約10分。「厚木アクスト」行 終点下車。なお本厚木駅からの徒歩では時間を要する（約30分）。平日始発～10時までは厚木バスセンターから発車、平日10時以降と土休日は本厚木駅南口から発車となる。

### 車の場合
- 東名高速道路厚木インターチェンジより1分程度。他に国道129号からもアクセス可能。
- 駐車場あり 300円(最初の1時間)、以後30分毎に150円 1.55メートル以上の車高がある車は入庫不可。